# Duinendecreet

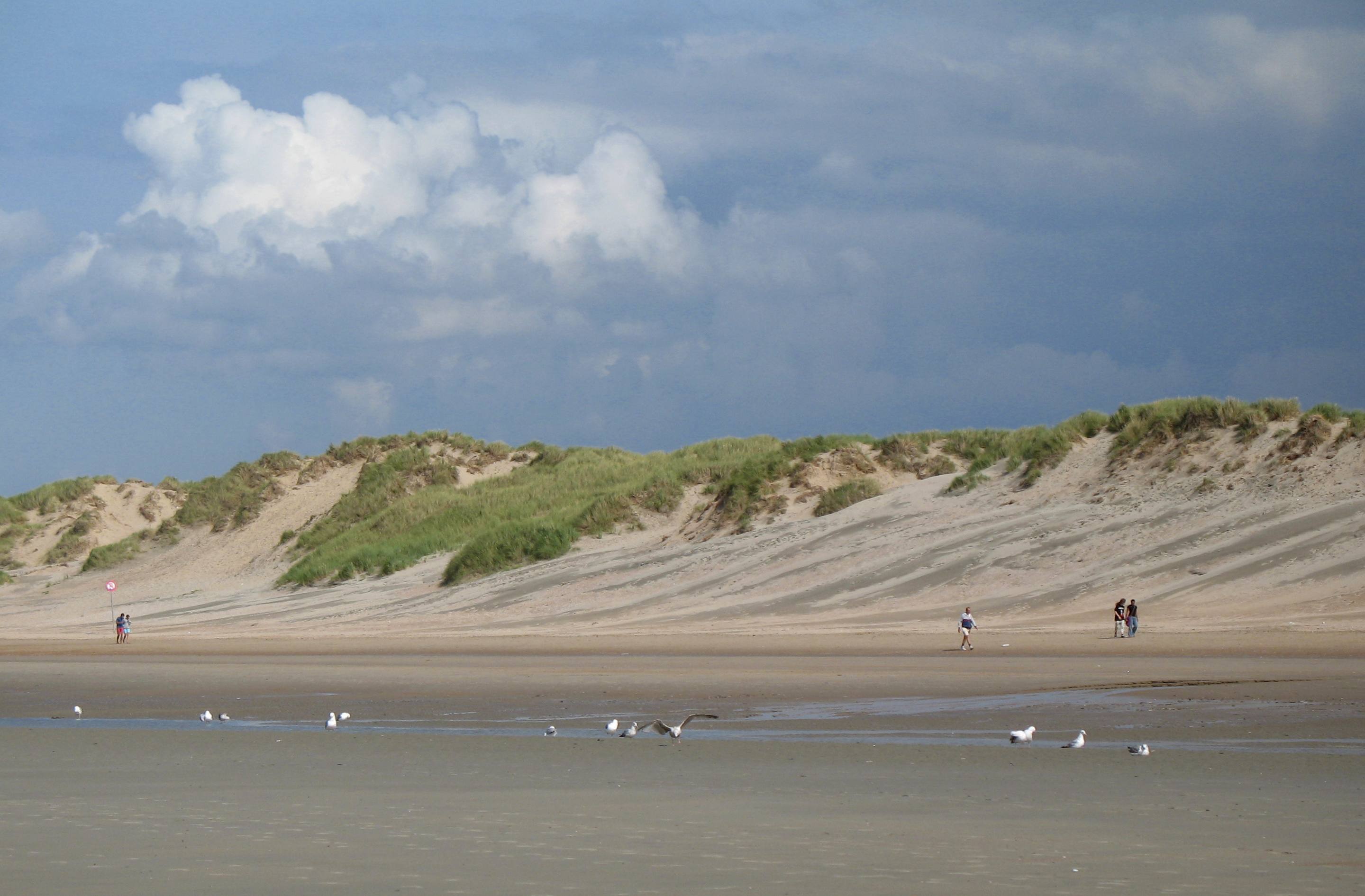
Duinen in Koksijde

Het Duinendecreet, voluit Decreet van 14 juli 1993 houdende maatregelen tot bescherming van de kustduinen, is een Vlaams decreet van 14 juli 1993 dat verscheen in het Belgisch Staatsblad van 31 augustus 1993. Het was een aanvulling bij de Belgische Wet op het natuurbehoud van 1973 en een poging tot "betonstop/bouwshift" avant la lettre, door duingebied te beschermen. Het werd goedgekeurd tijdens het mandaat van Norbert De Batselier (SP) als minister van leefmilieu. Theo Kelchtermans (CD&V) was bevoegd voor ruimtelijke ordening en Johan Sauwens (VU) voor monumenten en landschappen.
In het decreet worden binnen de beschermde gebieden twee categorieën onderscheiden, namelijk:
1. Voor het duingebied belangrijk landbouwgebied
2. Beschermd duingebied

De bescherming berust op vier wetenschappelijke criteria:
1. oppervlakte
2. ruimtelijk-ecologische context
3. biologische waarde
4. geomorfologie-pedologie

Aan het decreet was er schadevergoeding voorzien voor de eigenaars daar waar het nodig was. 20 jaar na de goedkeuring van het decreet had de Vlaamse overheid 21 miljoen euro betaald aan eigenaars van percelen die door het Duinendecreet niet meer konden bebouwd worden.
Welke duingebieden beschermd worden door dit decreet kan men terugvinden op Geopunt, een applicatie van het Agentschap voor Geografische Informatie Vlaanderen (AGIV).

## Geschiedenis
Duinverkaveling ging soms gepaard met corruptie en al dan niet bewezen belangenvermenging. De steekpenningen die burgemeester Raphaël Versteele (1926-1995) ontving bij de Westhoekverkaveling in de jaren 1970 en het dossier rond Home Mathilde Schroyens in Sint-Idesbald (Koksijde) zijn daar voorbeelden van.
In 1987 bleef er van de ruim 5000 ha oorspronkelijke duinen nog slechts ongeveer 2700 ha over. Verschillende natuurbehoudsverenigingen, waaronder Natuurreservaten vzw (voorloper van Natuurpunt), World Wide Fund for Nature (WWF), Bond Beter Leefmilieu (BBL) en Greenpeace drongen aan op een beschermingsdecreet en vonden gehoor bij een aantal poitici. Er kwam ook een petitie die 40.000 handtekeningen verzamelde. 
Op basis van wetenschappelijke criteria werden in het decreet 1000 ha uitgekozen door het team van professor Kuijken en beschermd, zij het dat deze aan de Belgische kust voor het overgrote gedeelte eilanden zijn binnen een sterk verharde en gebetonneerde kustzone. Kuijken maakte gewag van een "onvoorstelbare toename van woningbouw" tussen 1990 en 1992.

### Verzet tegen het Duinendecreet
Bouwpromotoren en sommige eigenaars verzetten zich er hevig tegen. Tegenstanders beweerden dat "het Duinendecreet een zware klap zou toebrengen aan de tewerkstelling aan de kust en zelfs aan het kusttoerisme". Er doken protestfolders en protestborden op met slogans als "duinendecreet = groen communisme". Projectontwikkelaars, een groot aantal politici en ook eigenaars van percelen met bebouwbaar duingebied trokken alle registers open en spaarden centen nog moeite om het Duinendecreet voor te stellen als een van de grootste rampen die de Belgische kust kon overkomen. Tijdens het openbaar onderzoek in mei 1993 kwamen er 384 bezwaarschriften. De grootste grievenbundel kwam veruit uit Koksijde (174 bezwaarschriften), gevolgd door De Panne (39) en De Haan (34). Het decreet werd echter goedgekeurd door de Vlaamse regering en doorstond de toets van de Raad van State.
Het duinendecreet beschermde niet alle duinen. Zo bleven de Zeeparkduinen, het laatste stuk onbebouwde zeereep tussen De Panne en Sint-Idesbald, onbeschermd omdat er een (ondertussen verlaten) vergunde camping werd uitgebaat, ook al voldoen die duinen aan de vier criteria.
Het duinendecreet werd in de jaren 1990 goedgekeurd vanuit een zorg voor natuur. Intussen is men echter ook tot het inzicht gekomen dat duinen cruciaal zijn bij de kustbescherming tegen de zeespiegelstijging.